# Evrard des Barres
Everard des Barres ook Eberhard van Barres, of Eberhard De Bären (gestorven 1174) was de derde grootmeester van de Orde der Tempeliers van 1147 tot 1151. 
Als leermeester van de Tempeliers in Frankrijk vanaf 1143, was hij een van de hoogwaardigheidsbekleders van de Orde toen Robert de Craon in 1147 stierf. Hij werd gekozen om Robert op te volgen en zodra hij werd verkozen, begeleidde hij Lodewijk VII van Frankrijk op de Tweede Kruistocht en was onder degenen die vooruit werden gezonden naar Constantinopel vóór Lodewijks aankomst. Hij redde Lodewijk later tijdens een slag met de Seltsjoekse Turken in Pisidia.
Volgens chroniqueur Odo van Deuil, was Everard uiterst vroom en moedig. Hij lijkt ook een sterke invloed op Lodewijk gehad te hebben. Na het falen van de kruistocht bij de Belegering van Damascus in 1148, keerde Lodewijk terug naar Frankrijk, gevolgd door Everard, die verantwoordelijk was voor de schatkist van de koning. De Tempeliers van Everard bleven achter en hielpen bij de verdediging van Jeruzalem tegen een Turkse inval in 1149. 
Terug in Frankrijk, trad Everard in 1151 officieel terug en werd een monnik in Clairvaux, ondanks de protesten van de Tempeliers. Hij werd opgevolgd door Bernard de Tremelay (die de Orde eigenlijk al sinds het vertrek van Everard in 1149 leidde) en stierf in 1174.